# Ohrdruf
Ohrdruf és una petita ciutat en l'estat federal alemany de Turíngia a uns 30 km al sud-est d'Erfurt. Va ser fundada cap a l'any 724-726 per Bonifaci de Fulda, que hi va establir el primer monestir de Turíngia, dedicat a Sant Miquel (Michaeliskirche). Va ser la primera de diverses fundacions religioses a la ciutat, la darrera de les quals ha estat el 1991 amb el monestir carmelita Karmel St. Elija.
El 1695 Johann Sebastian Bach, ja orfe, va venir a viure i treballar aquí, a l'església de Sant Miquel, sota la custòdia del major dels seus germans, Johann Christoph Bach. Va viure a Ohrdruf entre els 10 i 15 anys. En els anys 1800 la ciutat es va convertir en un centre de fabricació de joguines. El 1774 l'orientalista i historiador Johann Gottfried Eichhorn (1752-1827) va esdevenir director del gymnasium.
El Camp de la Mort d'Ohrdruf, va ser el primer camp d'extermini en ser alliberat per l'exèrcit aliat, el 4 d'abril de 1945. D'acord amb el llibre escrit per l'historiador alemany Rainer Karlsch, i publicat el 2005, Ohrdruf podria haver estat una de les seus on els nazis van experimentar el seu projecte d'energia nuclear, matant en el procés diversos presoners de guerra, sota la supervisió de les SS. Aquesta investigació, tanmateix, no està unànimement acceptada.